# Grasberg
För andra betydelser, se Grasberg (olika betydelser).

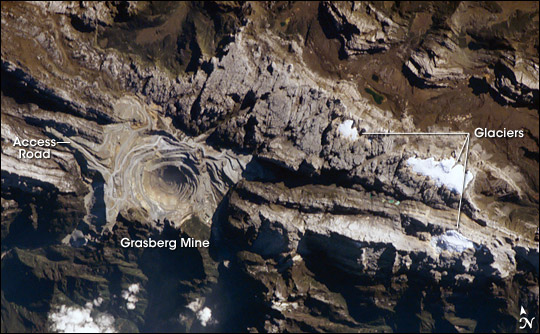
Satellitbild över Grasbergs dagbrott

Grasbergs dagbrott är världens största guldgruva och den tredje största koppargruvan. Den är belägen på 4 500 meter höjd i provinsen Papua i Indonesien (strax väster om Oceaniens högsta berg Puncak Jaya). Gruvan Ertsberg öppnade 1973 och utökades 1981 med Ertsberg östra. I mitten av 1980-talet var gruvan i princip uttömd, men 1988 hittades enorma guld och kopparfyndigheter på Grasberg 20 km bort. Vägen mellan fälten är en serpentinväg som i vissa fall lutar 20 procent.
Gruvan ger 600 000 ton malm per dag med en koncentration på 30 g guld, 30 g silver och 317 kg koppar per ton torkat slam.  Malmen transporteras genom ett rörsystem genom att den först mals ner till pulver och sedan blandas med vatten. Pumpar flyttar malmslammet till en punkt 3 mil från gruvan, och de sista 16 milen faller den ner med hjälp av gravitation. Hela rörsystemet är 166 km långt och går genom berg, djungel och träsk innan det slutar vid hamnen Amamapare där slammet torkas och skeppas ut.
Grasbergbrottet, som är ett av världens djupaste dagbrott (år 2013 noterades det som nummer 6), beräknas kunna vara i drift fram till år 2016.

## Källhänvisningar
1. ↑  "Top 10 biggest gold mines". Mining-technology.com, 2013-09-30. Läst 10 oktober 2014. (engelska)
2. ↑  "Top 10 deep open-pit mines". Mining-technology.com, 2013-09-27. Läst 10 oktober 2014. (engelska)
3. ↑  "The 10 biggest copper mines in the world". Mining-technology.com, 2013-11-05. Läst 10 oktober 2014. (engelska)